# プジョー・フラックス
プジョー・フラックス（Peugeot Flux）は2007年に発表されたプジョーのコンセプトカーである。

## 概要
プジョーは2006年9月にプジョーデザインコンクールの募集を開始した。デザイン案は113の国から4029のデザインが集まり、優勝したデザイン案がフラックスとして2007年のフランクフルトモーターショーで展示された。フラックスは20歳のルーマニア人であったMihai Panaitescuによってデザインされた。
ボディはプラスチック製のボディパネルとポリウレタンシート、アルミニウムシャーシを組み合わせて作られており、水素を燃料に駆動する。ダッシュボード右側にはXbox 360コンソールが搭載され、フラックスはプロジェクト ゴッサム レーシング4に登場した。
フラックスは2020年9月に競売にかけられた。

## 参照
1. ↑   https://www.yankodesign.com/2007/02/14/peugeot-flux-by-mihai-panaitescu/
2. ↑   https://www.gtplanet.net/forum/threads/peugeot-flux-concept-2007.385287/
3. ↑  https://www.supercars.net/blog/2007-peugeot-flux-concept/
4. ↑  https://www.carbodydesign.com/archive/2007/01/31-peugeot-design-contest-winning-entries/
5. ↑  https://www.topspeed.com/cars/peugeot/2007-peugeot-flux-concept/
6. ↑  http://www.diseno-art.com/encyclopedia/concept_cars/peugeot_flux.html
7. ↑  https://web.archive.org/web/20081221204533/http://xboxlive.ign.com/articles/850/850670p1.html
8. ↑  https://www.classicdriver.com/en/article/cars/place-your-bid-a-weird-wonder-peugeots-secret-collection